# Nyugat-boszniai Köztársaság
A Nyugat-boszniai Köztársaság (bosnyákul Republika Zapadna Bosna), vagy 1993-as megalakulásakor, állammá szerződése előtt (létezése túlnyomó idején) Nyugat-boszniai Autonóm Tartomány (Autonomna Pokrajina Zapadna Bosna) egy rövid életű államalakulat volt a  jugoszláv háború idején. Területe Bosznia "csücskére", Velika Kladušára és régiójára terjedt ki.

## Története
Bosznia egyik radikális szecesszionista politikusa, Fikret Abdić a jugoszláv háború viharában szeretett volna egy saját bosnyák államot kialakítani a volt Jugoszlávia területén. A lehetőséget erre az 1993-as év hozta el, amikor Velika Kladuša régiója két tűz közé szorult Bihać ostromával és a Krajinai Szerb Köztársasággal. Ezzel létrejött az autonóm tartomány.
Az ország létét ebben a helyzetben Abdić bosnyák kormányzatellenessége alapozta meg, ugyanis ezt mind a szerbek, mind a horvátok elismerték és honorálták. A terület gazdaságának alapja az Agrokomerc cég volt – számukra a szerbek és a horvátok is vámmentességet biztosítottak.
Ám a horvátok politikája 1994-re megváltozott. Franjo Tuđman – NATO-nyomásra – megváltoztatta politikáját a bosnyákok iránt. Ez év márciusában aláírták a washingtoni szerződést, megszűnt a hadiállapot Horvátország és Bosznia-Hercegovina között. Ezáltal Nyugat-Bosznia egyik szövetségese hirtelen ellenséggé vált.
1994 késő nyarán a horvátok a Tigris hadművelet keretében felszámolták az autonóm tartományt, ám a szerbek a Pók hadművelettel visszafoglalták a – Bihać ostromához létfontosságú – területet, akik ismét megalakították az autonóm tartományt.
A Nyugat-boszniai Köztársaságot 1995. július 26-án kiáltották ki.
Ám az államnak csak igen rövid élet jutott. Augusztusban a Vihar hadművelet elérte Nyugat-Boszniát is, és bár ez lett volna a Krajinai Szerb Köztársaság egyik legfontosabb védelmi és utánpótlásvonala, a horvátok könnyedén, egy nap alatt (1995. augusztus 7.) elfoglalták az országot.

## Utóélet
A Nyugat-Boszniai Köztársaság területe a daytoni békeszerződés után a Bosznia-hercegovinai Föderáció területébe lett integrálva, annak Una-Sana kantonjába – különösebb lázongások nélkül. Bár a kényszerű bosnyákokkal való megbékélés után az ország ellen fordultak, a horvátok nem felejtették el Abdić érdemeit: horvát állampolgárságot kapott, és a következő éveket Horvátországban töltötte. Ám Tuđman halála és a Horvát Demokrata Közösség 2000-es választási győzelmei után bíróság elé lett állítva háborús bűnökért, melyeket a kormányhű bosnyákok ellen követett el. 2002-ben húszévnyi börtönre ítélték, ám 2012-ben harmadolták a büntetését, és szabadon engedték.

## Lásd még
- Jugoszláv háború
- Boszniai háború
- Boszniai Szerb Köztársaság
- Herceg-Boszniai Horvát Köztársaság